# Sorbus tianschanica
Sorbus tianschanica är en rosväxtart som beskrevs av Franz Josef Ivanovich Ruprecht. Sorbus tianschanica ingår i släktet oxlar, och familjen rosväxter. IUCN kategoriserar arten globalt som livskraftig. Utöver nominatformen finns också underarten S. t. integrifoliolata.